# Manuel López
Manuel Alejandro López Salcedo (ur. 28 lipca 1986) – meksykański zapaśnik w stylu klasycznym. Zajął dziesiąte miejsce na mistrzostwach świata w 2011. Drugi na igrzyskach panamerykańskich w 2019 i piąty w 2011. Zdobył trzy srebrne medale mistrzostw panamerykańskich, w 2008, 2010, 2018 i brązowy w 2016. Najlepszy na igrzyskach Ameryki Środkowej i Karaibów w 2010; drugi w 2018 i trzeci w 2014 roku.